# Венера от Монрюз
Венерата от Монрюз или Невшатетелска Венера е статуетка от периода на праисторията, която датира в периода 11 хилядолетие пр.н.е. – 15 хилядолетие пр.н.е., през Каменната епоха.
Представлява малък схематичен образ на жена, изработена от камък, по-малка от два сантиметра височина. Примитивният скулптор изобразява жена без глава и ръце.
Открита е в процеса на защитните археологически разкопки, извършени заради строителството на магистрала през 1991 г., край предградието Монруз в Нюшател, Швейцария.